# نوویه باگازی
نوویه باگازی (به لاتین: Novyye Bagazy) یک منطقهٔ مسکونی در روسیه است که در باشقیرستان واقع شده‌است.